# Wehrpolitische Vereinigung
Die Wehrpolitische Vereinigung (WPV) war eine von 1928 bis 1932/1933 bestehende rechtsradikale und militaristische Organisation.

## Geschichte
Die Wehrpolitische Vereinigung wurde im Sommer 1928 auf Betreiben von Ernst Röhm gegründet. Als Zweck wurde Förderung und Pflege des Wehrgedankens und seine theoretische Vertiefung angegeben, unter Wahrung parteipolitischer Neutralität. Wie Mathias Rösch festgestellt hat, war dies nach Ansicht der beobachtenden Polizeibehörden aber nur eine Fassade („Scheinfassade“), da die Organisation eindeutig dem völkischen Lager zuzurechnen war und sich auch speziell an die NSDAP eng anlehnte.
Röhm verfolgte mit der Organisation das Ziel, in militärisch orientierten Rechtskreisen Anhänger für die NSDAP zu gewinnen und zumal die Reste der sich seit Mitte der 1920er Jahre infolge der Stabilisierung der Weimarer Republik zunehmend auflösenden parteilich nicht-gebundenen Wehrverbände, insbesondere des Tannenbergbundes (dessen Mitglieder sich aus Enttäuschung über den exzentrischen Führungsstil des Tannenbergbundführers Ludendorff immer mehr zerliefen), aufzufangen. Anhänger der Wehrverbände sollten nach Röhms Überlegung durch die WPV allmählich in die NSDAP überführt werden, ohne sich zunächst direkt und abrupt aus ihren Verbänden lösen zu müssen, wozu viele Angehörige derselben wahrscheinlich nicht bereit gewesen wären. Die WPV war demnach offiziell nicht in die NSDAP eingebunden, war effektiv aber so etwas wie eine „nationalsozialistische Sammlungsorganisation für Anhänger der Wehrverbände“, die außerhalb der NSDAP standen.
Tatsächlich schlossen sich der Organisation im Sommer 1928 auch zahlreiche bisherige Angehörige des Roßbach-Bundes, des Wehrwolfs und des Deutschvölkischen Offiziersbundes (DVOB), darunter Otto Rösch und Hildolf von Thüngen an. Zu weiteren Mitarbeitern seit der Gründungsphase gehörten der ehemalige Führer der Münchener Altsreichsflagge, Fritz von Kraußer, der frühere Frontbannführer Wilhelm Brückner, der vormalige Herausgeber des Völkischen Kuriers Wilhelm Weiß und der frühere TBB-Führer Konstantin Hierl. Den Kern der WPV bildeten aber die Reste der früher von Röhm geführten Reichskriegsflagge, insbesondere Epp, Hierl und Friedrich Haselmayr.
Röhm wollte mit seiner Organisation eine ideologische Orientierung anbieten, die den etablierten Traditionsverbänden für Offiziere seiner Ansicht nach fehlte. Hierl formulierte 1928, dass sich die WPV der „geistige[n] Bearbeitung des Grenzgebietes zwischen Politik und Kriegsführung“ verschrieben habe.
Röhm hatte die Organisation ursprünglich als Neuauflage der Organisation Reichskriegsflagge geplant, entschied sich dann aber für die beschriebene Form, die, nachdem sie kurzzeitig als „Flaggenklub“ firmierte, als Wehrpolitische Vereinigung aufgestellt wurde.
Die Organisation hielt häufig Vortragsabende ab, in denen Redner zu militärischen Themen sprachen, gefolgt von Diskussionen mit den Besuchern. Themengebiete waren z. B. „wehrpolitische Schulung und Willensbildung“ und „Wiederaufbau eines nationalen Wehrstaates“. Hierl hielt im Dezember 1928 einen Vortrag mit dem Titel „Vom kommenden Krieg“. Das erste Treffen der Vereinigung fand am 12. Dezember 1928 im Wittelsbacher Garten statt.
Als Teilnehmer von Veranstaltungen der WPV sind u. a. nachweisbar: Wilhelm Brückner, Hermann Esser, Friedrich Haselmayr, Rudolf Heß, Heinrich Himmler, Adolf Hitler, Ernst Hühnlein, Freiherr von Löffelholz, Otto Rösch, Baldur von Schirach.
Nachdem Röhm sich Ende 1928 beruflich und wirtschaftlich in einer prekären Situation befand und schließlich zum Jahreswechsel für fast zwei Jahre nach Bolivien gegangen war, hielt die WPV an ihren Zielen und Aktivitäten fest. Die Führung der Organisation übernahm an seiner Stelle Konstantin Hierl, der sie von Februar 1929 bis Mitte 1930 führte.
1930 bestand die WPV fast nur noch aus Nationalsozialisten. Die Polizeidirektion München beobachtete anschließend keine neuen Beitritte prominenter Wehrverbandsoffiziere mehr.
Im Jahr 1931 gründete die WPV als Gegenstück zur Internationalen Abrüstungskonferenz in Genf die „Arbeitsgemeinschaft für deutsche Wehrverstärkung“, deren Vorsitz Haselmayr übernahm.
Konrad Heiden, der die Nationalsozialisten als Journalist in den 1920er und 1930er Jahren sorgfältig beobachtet hatte, beschrieb die Tätigkeit der WPV 1936 als einen Versuch, „eine Art privater Generalstabsarbeit für die kommende deutsche Wiederaufrüstung zu leisten“. Von der Vereinigung sei in der Öffentlichkeit nur wenig gesprochen worden. Sie habe aber mit Denkschriften, Entwürfen, Programmen und durch persönliche Verbindung mit Angehörigen der Armee „die erste Brücke“ zur Reichswehr geschlagen. Röhm habe die zahlreichen ihm bekannten Reichswehroffiziere der Garnisonen im vertrauten Kreise versammelt, und militärische Besprechungen abgehalten. Er habe über den Zweck seiner Geschäftigkeit mit der WPV sogar erklärt: „Hitler ist unbedingt der kommende Mann, und ich mache ihm seine Armee.“
Als Abzeichen trugen die Mitglieder ein Emblem, das den Großbuchstaben „W“ auf silbergrauem Rechteck zeigte.